# Maansikkelsporig korstschijfje
Het maansikkelsporig korstschijfje (Melogramma campylosporum) is een schimmel behorend tot de familie Melogrammataceae. Het leeft saprotroof op hout.

## Verspreiding
In Nederland komt het maansikkelsporig korstschijfje matig algemeen voor. 